# مسجد سید
مسجد سید، یکی از مساجد اصفهان است که در طی دوران قاجاریه ساخته شد و از مساجد اصلی این شهر به‌شمار می‌رود. این بنا در سده ۱۳ هجری به دستور محمدشاه و توسط سید محمدباقر شفتی در مساحت ۸۰۷۵ متر مربع ساخته شد. این مسجد که بنایی نیمه‌کاره است، دارای چهار در اصلی، دو چهل‌ستون، دو شبستان بزرگ، یک گنبد، سه ایوان و بیش از ۴۵ حجره است، اما مناره ندارد همچنین درون شبستان‌های آن نیز کاشی کاری نشده‌است.

## تاریخچه
مسجد سید از بزرگترین و مشهورترین مساجد اصفهان است. زمین مسجد را فتحعلی‌خان اعتمادالدوله، وزیر شاه سلطان حسین، خریده بود که در آن مسجدی بنا کند؛ ولی در اثر هجوم افغان‌ها و اشغال اصفهان مقدور نگردید. تا آنکه در زمان فتحعلی‌شاه قاجار، محمدباقر شفتی رشتی معروف به «حجت‌الاسلام مطلق» و «سید حجت الاسلام» مبادرت به این کار بزرگ نمود. بنای این مسجد در سال ۱۱۸۰ طرح‌ریزی شد و ساخت بنا در اواخر نیمه اول قرن سیزدهم هـ.ق. شروع و تا سال وفات سید، تنها؛ کاشی کاری بنای جنوبی انجام شده بود. چون عمر حجت الاسلام برای اتمام تزئینات آن کفایت نکرد، قسمتی از آن توسط فرزندش حاج سید اسدالله «سید ثانی» و قسمتی توسط نواده‌اش حاج سید محمد باقر ساخته شد ولی هنوز تزئینات قسمت‌هایی از آن همچنان ناتمام مانده‌است. با توجه به کتیبه‌های موجود در بنا، احداث ساختمان و تزئینات آن در حدود ۱۳۰ سال به طول انجامیده‌است. این مسجد در زمینی به مساحت ۸۰۷۵ مترمربع در محله بیدآباد اصفهان بنا شده و دارای دو شبستان بزرگ، گنبد، دو چهلستون، دو مهتابی و سه ایوان و گلدسته به عنوان مسجد و بیش از ۴۵ حجره در طبقه فوقانی به منظور سکونت طلاب است. دو در در جنوب شرقی و جنوب غربی و دو در واقع در سمت شمال مسجد، محلهای اطراف را از طریق مسجد به یکدیگر متصل می‌کنند. تنکابنی، از نخستین روزهای ساختِ مسجد، این چنین گزارش می‌دهد: روزی فتحعلی‌شاه قاجار با محمدباقر شفتی به تماشای مسجد می‌روند، شاه از سید خواهش می‌کند که او را در ساختمان مسجد شریک گرداند، ولی سید حجت الاسلام تقاضای شاه را رد نموده و قبول نمی‌کند. فتحعلی‌شاه به سید اظهار می‌کند که: شما قدرت بر اتمام و انجام مسجد را ندارید! سید هم در جواب می‌فرماید: من دست در خزاین الهی دارم. بنای مسجد هرگز به اتمام نرسید و بسیاری از کاشی‌کاری‌ها در سال‌های اخیر انجام شده ولی بسیار قسمت‌ها هنوز هم ناقص است.

## بررسی ساختاری و معماری بنا
نقشه بنای مسجد به صورت مستطیل شکل (۸۵×۹۸ متر) روی هم ۸۰۷۵ متر مربع وسعت دارد و از چهار جهت به بیرون راه پیدا می‌کند و بنای آن شامل بخش‌هایی است که در دیگر مساجد معتبر تکرار می‌شود: سردر، صحن، ایوان، گنبدخانه، شبستان ستون‌دار، رواق و غرفه‌های دو طبقه اطراف صحن و به علاوه مدرس و حجره‌های مورد استفاده طلاب علوم دینی. سردرهای مسجد دارای کاشی‌کاری و کتیبه‌های تاریخی و غیر تاریخی است. صحن متناسب مسجد در اطراف با غرفه‌ها و حجره‌های دو طبقه و ایوان‌ها محدود شده‌است و در میانه حوضی شکیل دارد. نماهای ایوان‌ها و لچکی‌ها غرفه‌ها و رواقها با کاشی‌کاری خشتی دوره قاجار مزین شده و در ازاره‌ها نیز از پوشش سنگی استفاده شده‌است. در ضلع جنوبی صحن، ایوان اصلی و در پشت طرفین آن گنبدخانه و شبستان‌های ستون‌دار قرار دارد. نمای داخلی و خارجی ایوان با کاشی‌کاری پوشش یافته که معرف ترکیب زیبایی از نقوش مختلف و کتیبه‌های خطی است بر بالای ایوان جنوبی، برج ساعتی با تزئین کاشی ساخته شده‌است. تالار تدریس حجت الاسلام شفتی، از دیگر آثار در خور توجه مسجد است که در محل، آن را به چهل ستون مسجد می‌شناسند. در ساخت این بنا به نظر می‌رسد از چهل ستون ایده گرفته شده باشد، ۹ ستون استفاده شده‌است که دارای ستون‌های چوبی، درها و پنجره‌های ارسی زیبایی است. آرامگاه متشکل از گنبد خانه و رواقی است که با تزئینات متنوع کاشیکاری، گچبری، آیینه کاری و نقاشی به همراه کتیبه‌های متعدد مزین شده‌است. در سقف آن از مقرنسهای زیبا با عناصر تخت بهره گرفته شده. مسجد سید اصفهان به دلیل وجود تزئینات بسیار جالب گل و بوته و اسلیمی و وجود خط بنائی و دیگر خطوط از استادان نامدار عصر قاجار در اعداد یکی از شاهکارهای معماری عصر قاجار قرار دارد که در گوشه گوشه آن شگردهای جالب معماری و تزئینات بسیار عالی خودنمایی می‌کند. ضریح فولادی نیز توسط محمد باقر ثانی برای جدش تهیه شده‌است. در کاشیکاری‌های این مسجد مخصوصاً در تزئینات گلدانها و منظره‌هایی که نمایش داده شده رنگ قرمز نقش عمده‌ای دارد. در بالای اسپرهای دو طرف ایوان جنوبی در شعری از هلال شاعر قرن سیزدهم و چهاردهم می‌خوانیم:
چو شد معمور این معبد هلال از بهر تاریخش بگفتا «شد بنای کعبه ثانی باصفاهان»
مسجد سید به دلیل دارا بودن تزئینات بسیار زیبای گل و بوته و اسلیمی و وجود خط بنایی و خطوط دیگر از استادان معروف دوره قاجاریه در شمار یکی از شاهکارهای معماری عصر قاجاریه قرار دارد و در خور توجه و مطالعه است. در جریان جنگ ایران و عراق قسمتی از کاشیکاری‌های مسجد در اثر موج انفجار فرو ریخت که در حال حاضر بازسازی شده‌است.
حالا اما در شرایطی که میراث فرهنگی مدعی اختصاص بودجه به مرمت این سازه تاریخی است، نادی، زمین‌شناس و عضو کارگروه فرونشست، در گفت‌وگو با منابع بیان می‌کند که وضعیت مسجد سید نسبت به سال گذشته بحرانی‌تر شده است: «در حال حاضر پای ستون‌ها تخلیه شده است؛ به این معنا که کاشی‌کاری‌های کف برداشته شده‌اند. مرمت کاشی‌کاری‌ها به‌درستی انجام نشده؛ ضمن اینکه گچ‌کاری‌هایی که انجام شده، دوباره ترک خورده‌اند و بخشی از کاشی‌های گنبد نیز فروریخته است.»

### کتیبه‌های قرآنی و تاریخی

#### کتیبه‌ها و تاریخ‌ها
کتیبه‌های ایوان جنوبی مورخ به سالهای ۱۲۵۵ و ۱۲۵۶ و ۱۲۹۹ و گنبدخانه دارای تاریخ‌های ۱۲۵۹ و ۱۲۸۸ و ۱۲۹۸ بوده و محراب تاریخ‌های ۱۲۵۹ و ۱۲۹۴ و ۱۲۹۷ برخود دارد.
در ایوان شمالی تاریخ‌های ۱۲۵۷، ۱۲۵۹، ۱۲۹۹، ۱۳۰۹ دیده می‌شود. دو کتیبه دیگر در ایوان شمالی تاریخ‌های ۱۲۷۷ یا ۱۳۰۷ و ۱۳۰۵ یا ۱۳۰۸ را نشان می‌دهد که مورد اختلاف است.
ایوان‌های کوچک طرفین ایوان شمالی مورخ به تاریخ ۱۳۱۸ می‌باشند و سردر جنوب شرقی دارای تاریخ ۱۲۵۹، ۱۳۱۰، ۱۳۱۱، ۱۳۱۲ است.
سردر شمالی تاریخ‌های ۱۲۲۷، ۱۳۳۷ه‍. ش، سردر جنوب غربی تاریخ ۱۳۱۱ و سردر ورودی رواق شرقی تاریخ ۱۳۱۵ را دارد.
سردر مقبره مورخ به سال ۱۳۶۰، ۱۳۶۸ و ۱۳۷۰ است و پنجره بالای ورودی آرامگاه تاریخ ۱۲۷۲، در ورودی آرامگاه تاریخهای ۱۲۶۰ و ۱۳۲۲، گنبد بقعه سال ۱۲۷۲ و ضریح فولادی سال ۱۳۲۲ بر خود دارند.
سنگاب مسجد دارای تاریخ ۱۲۴۹ است. بنابر آنچه آمد، کتیبه‌های موجود در بنا از سال ۱۲۴۹ تا ۱۳۷۰ را در بر می‌گیرند.
- کتیبه سردر جنوب شرقی نشان می‌دهد که کتابت آن در سال ۱۲۵۹ انجام و در سال ۱۳۱۱ گرده برداری شده‌است. تزئینات نمای خارجی سردر اصلی، و مدخان و راهروی طرفین آن همچنان تا سال ۱۳۷۷ه‍.ش ناتمام مانده بود تا اینکه در این سال به همت حاج محمدرضا گازر کاشی‌کاری این فضا به انجام رسیده. کف حیاط مسجد تا حدود چهل سال پیش خاکی بوده که بعدها به صورت سنگفرش درآمده‌است. اضافه شدن حوض و دو سکو در حیاط نیز مربوط به همان سال‌ها می‌باشد.[۹]
- کتیبه سردر جنوب غربی مسجد بعد از جمله (قال اللّه تعالی) شامل آیه ۱۳ و نصف از آیه ۱۴ (سوره رعد) است و قسمت آخر آن به عبارت ذیل ختم شده‌است: «کتیبه محمدباقر الشیزانی فی شهر محرم الحرام سنه ۱۳۱۱» آیه ۱۳ سوره رعد:[۹]

و یسبح الرعد بحمده و الملنکة من خیفتل و یرسل الصواعق فیصیب بها من یشاءو هم یجدلون فی الله و هو شدید المحال
نیمی از آیه ۱۴ سوره رعد:
له دعوة الحق و الذین یدعون من دونه لا یستجیبون لهم بشیء الا کبسط کفیه الی الماء یعبلغ فاه
- سردر شمالی مسجد سید:

دارای یک حوض در وسط ایوانش می‌باشد
(ویرایش شده توسطkim arona)
تزئینات نمای خارجی سردر اصلی مسجد سید (در زنجر) که در ضلع شمالی آن واقع شده و مدخل و راهروهای طرفین آن همچنان ناتمام مانده بوده‌است، در سال حدول ۱۳۴۴ کاشیکاری شده‌است. کتیبه‌های نمای خارجی سردر به خط ثلث سفید و زرد رنگ به زمینه کاشی لاجوردی شامل سوره‌های (قدر) و (کوثر) و (جمعه)، (آیةالکرسی) و بعضی آیات سوره شریفه (یس) است.
- کتیبه ایوان غربی:

کتیبه ایوان غربی که در سنوات اخیر کاشی‌کاری شده به خط ثلث سفید بر زمینه کاشی معرق لاجوردی بعد از جمله (بسم اللّه الرحمن الرحیم) شامل آیه ۳۵ از سوره نور است و تاریخ کاشی‌کاری این ایوان در انتهای کتیبه سال ۱۳۶۸ (هجری قمری) نوشته شده‌است.

#### خطاطان کتیبه‌ها
محمدباقر شریف شرامیان، اسدالله رجالی، عبدالجواد، فضائلی، کهرنگی و جوادعلی کربلائی و کاشی‌پز آن حاج‌سیدحسین موسوی‌زاده

#### کاشی‌کاران
- استاد حسن‌بن استاد علی
- آقاجان کاشیپز
- استاد معصوم[۹]
- استاد اسماعیل کاشی پز (قسمتی از تزیینات کاشی کاری مسجد سیّد اصفهان در سال ۱۲۹۴ق از آثار هنرمندانه این هنرمند کاشی ساز، که در هنر کاشی سازی، از استادان زمان خود بوده‌است می‌باشد)[۱۱][۱۲]

#### حجاران بنا
استاد حسن ابن حسینعلی حجار و حاجی اسمعیل حجار

#### هنرمندان ساخت ضریح
استاد رمضان طلاکوب اصفهانی، حاجی غلامعلی، استاد یدالله، کاظم شریف، استاد فتح‌الله و مباشر عبدالباقی

## ویژگی‌های وقفنامه
از اصل وقفنامه نسخه‌ای در دست نیست؛ آنچه موجود است سه رونوشت از اصل نسخه وقفنامه است که به سه خط مختلف و در اندازه‌های گوناگون نگارش یافته و تصاویر هر سه در آرشیو اداره اوقاف اصفهان موجود است و از نظر متن کاملاً با یکدیگر مطابقت دارد. یکی از نسخ نزد نواده سید، حجت‌الاسلام حاج سید مهدی شفتی امام جماعت راتب مسجد سید موجود است. این نسخه دارای جلد چرمی شامل هجده برگ و در ۳۵ صفحه ۱۰ سطری به قطع ۱۵ در ۲۰ سانتیمتر است که به خط نسخ حسین طباطبایی در صفر ۱۲۹۰ هـ. ق تنظیم شده و در ابتدا و انتها با اشعاری در مدح سید زینت یافته‌است. مطابق این وقفنامه، وقف مسجد در طول ۱۱ سال در چهار مرحله انجام گرفته‌است:
اول: یوم سه‌شنبه هشتم رمضان ۱۲۶۲ هـ. ق در مدرس مسجد؛ دوم: شب چهارشنبه سیم ربیع المولود ۱۲۶۴ هـ. ق؛ سوم: شب دوشنبه هیجدهم رمضان‌المبارک ۱۲۷۱ هـ.ق.
از ویژگی‌های این وقفنامه، نگارش آن در کمال روانی و خالی بودن نثر آن از هرگونه تکلف و تعقید است. وقفنامه در حضور چند تن از علما از جمله آقا میر محمد مهدی و سید زین العابدین فرزندان سید تنظیم یافته و در پایان نسخه موجود، صحت و مطابقت آن با نسخه اصل، مورد تأیید سید مؤمن فرزند دیگر سید و نیز محمد شفیع خویی قرار گرفته و به مهر آنان مزین گردیده‌است.
همچنین ملاحسین فشارکی در شوال ۱۳۴۱ هـ. ق ضمن تأیید صحت و مطابقت نسخه موجود، میرزا محمد حسین از نوادگان سید را به تولیت مسجد منصوب نموده‌است. قابل ذکر است که مسجد سید دارای موقوفات بسیار از زمان سید و بعد از آن بوده که متأسفانه اکنون جز تعدادی مغازه در اطراف مسجد، از هیچ‌یک از آن موقوفات اثری نیست و به دلیل فقدان تولیت صحیح در سنوات اخیر در جهت احیای مسجد و موقوفات و نیز بازسازی و تعمیر خرابی‌های آن که معلول گذشت زمان و نیز بمباران و موشک باران اطراف مسجد در زمان جنگ ایران و عراق، پیگیری لازم صورت نپذیرفته‌است.

## نگارخانه

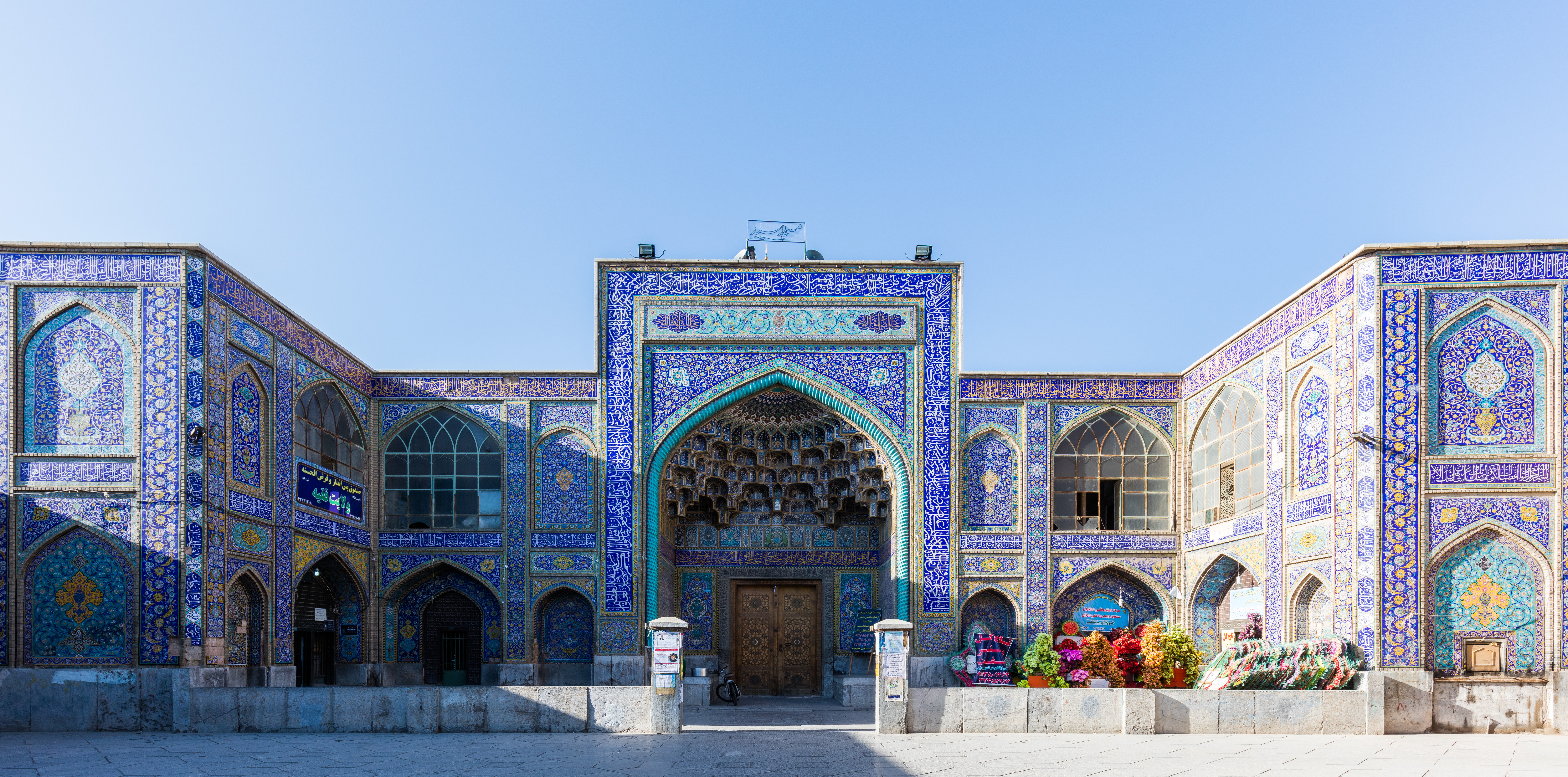
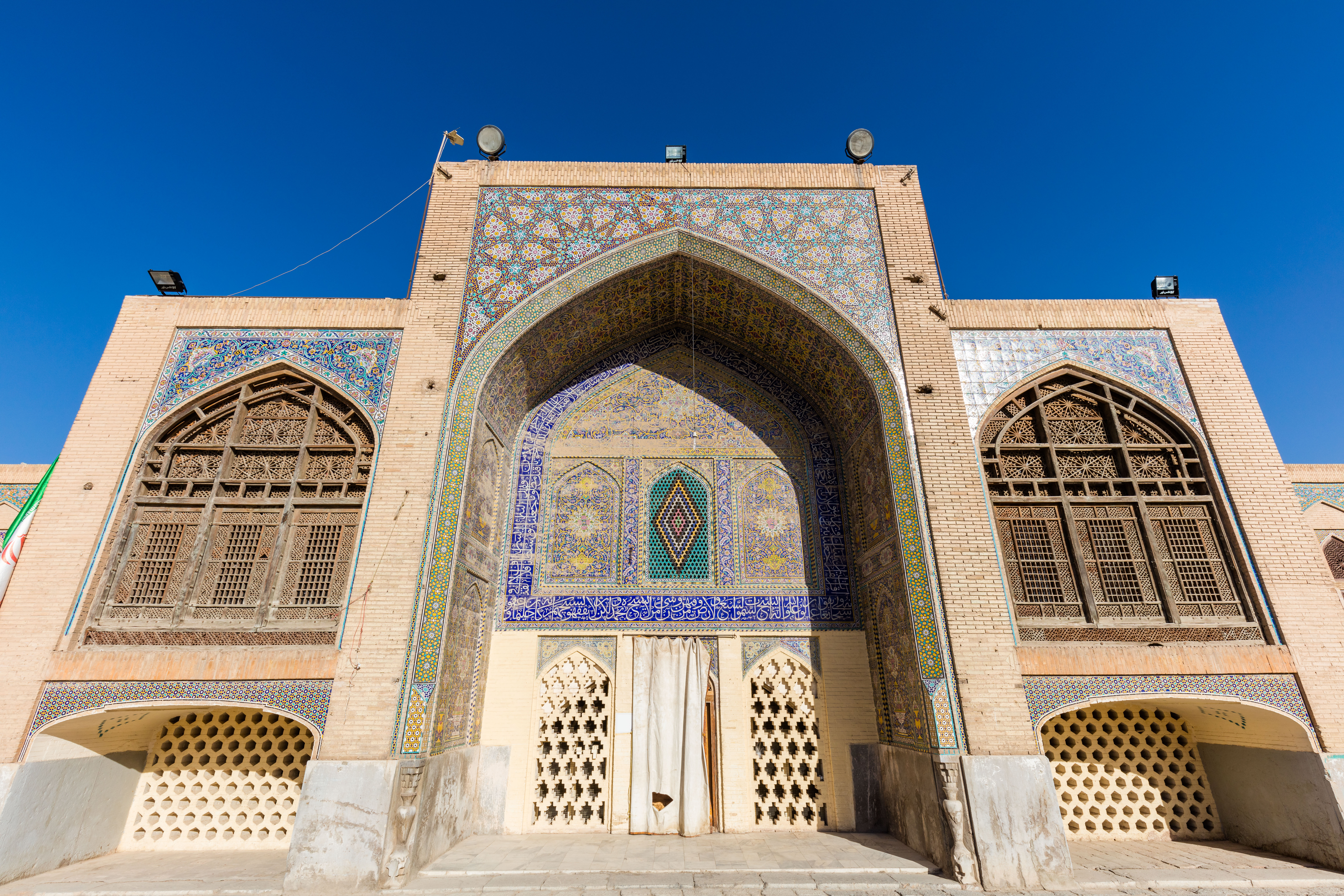
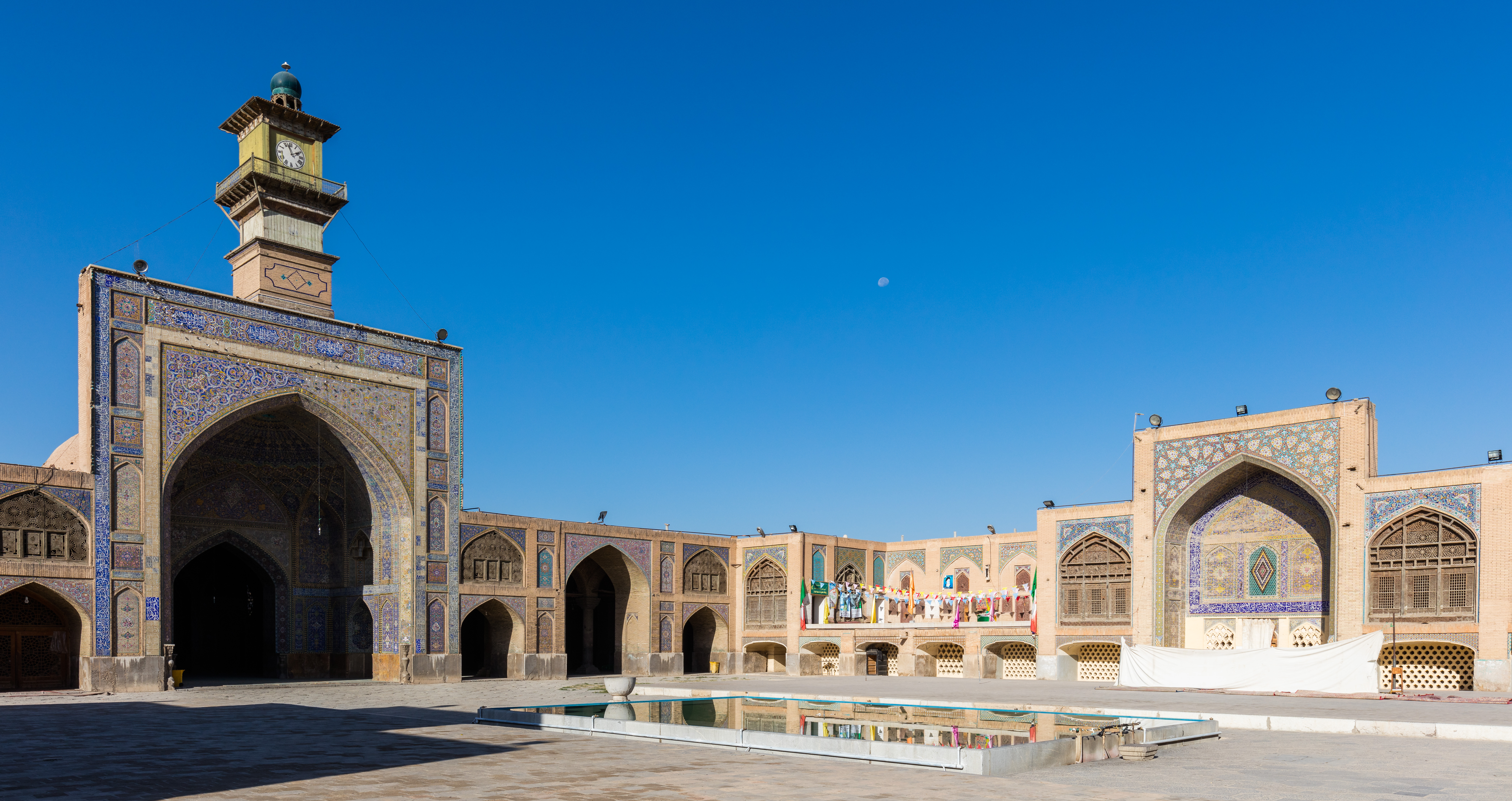
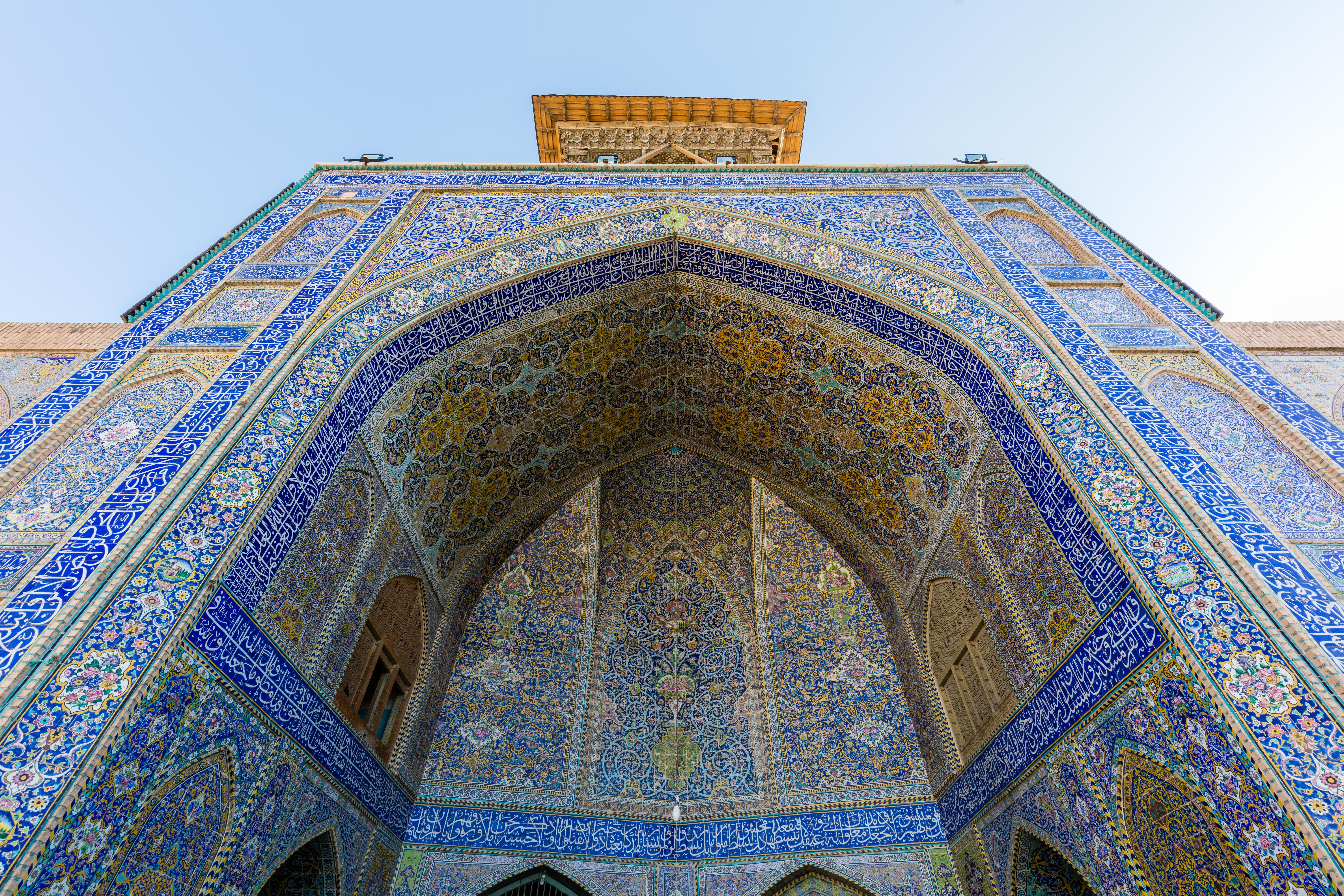
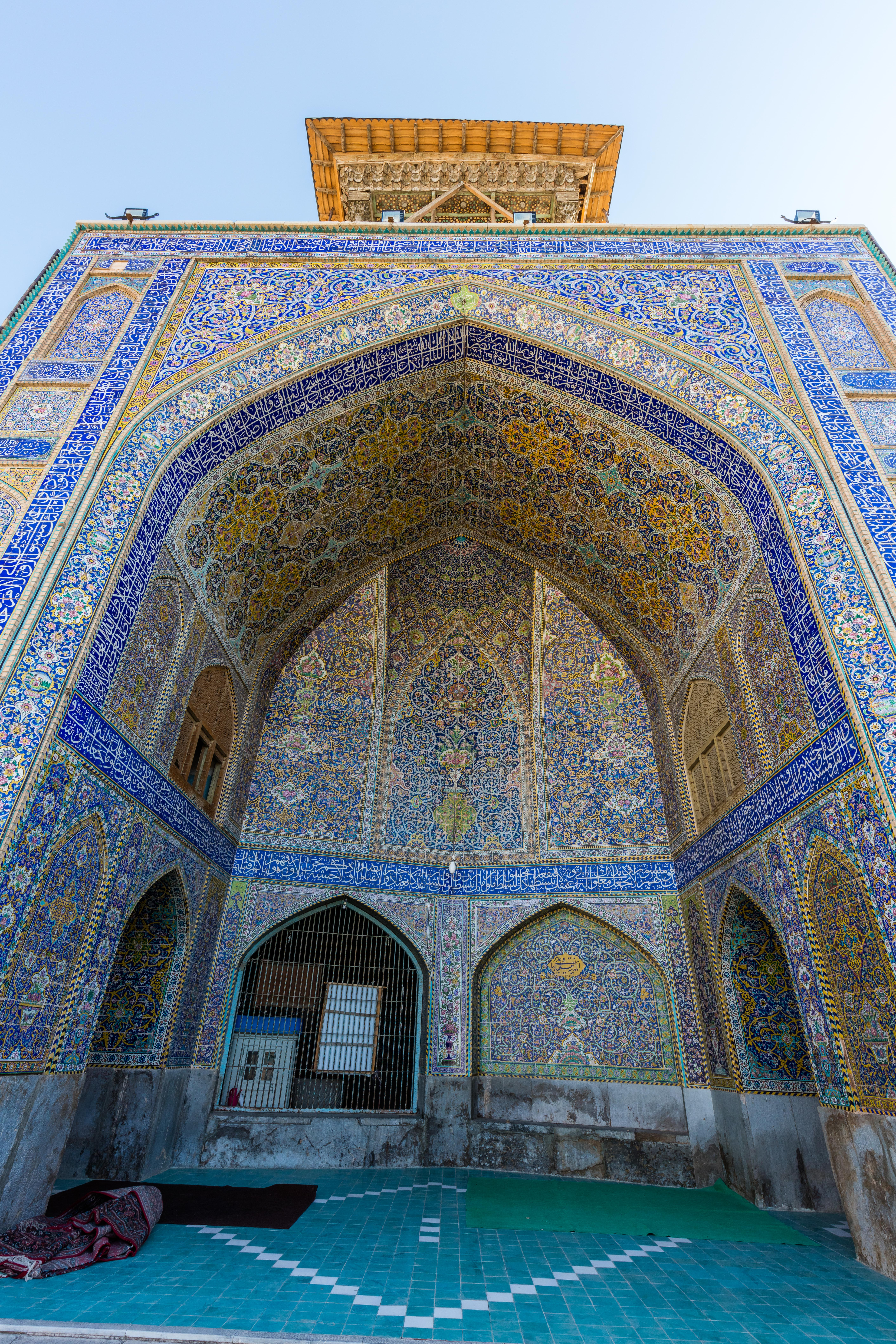